# The Lion and the Cobra
The Lion and the Cobra – debiutancka płyta irlandzkiej piosenkarki Sinéad O’Connor z roku 1987. Tytuł płyty nawiązuje do biblijnego Psalmu 91 (werset 13).

## Lista utworów
1. „Jackie” - 2:28
2. „Mandinka” - 3:46
3. „Jerusalem” - 4:20
4. „Just Like U Said It Would B” - 4:32
5. „Never Get Old” - 4:39
6. „Troy” - 6:34
7. „I Want Your (Hands on Me)” - 4:42
8. „Drink Before the War” - 5:25
9. „Just Call Me Joe” - 5:51